# تاريخ تعليم الصم
لقد عملت مجتمعات الصم على مر الزمن لتحسين النظام التعليمي للأشخاص الصم وضعاف السمع. تاريخ التعليم للصم يعود إلى مصر القديمة حيث كان الصم يحظون بالاحترام والتقدير. وعلى العكس، كان يُنظر إلى الذين يعانون من الصمم في اليونان القديمة على أنهم عبء على المجتمع وكان يتم قتلهم. لقد تطور الجانب التعليمي لمجتمع الصم بشكل كبير وما زال يستمر في النمو مع تقدم علم اللغويات والبحث التربوي والتقنيات الجديدة والقوانين على المستويات المحلية والوطنية والدولية التي يتم إدخالها باستمرار. ومع ذلك، لا تزال الاستراتيجيات مثيرة للجدل.

## مصر القديمة
في عصر ق.م، لم يتعرض المعاقين للأذى أو القتل من قبل المصريين رغم أنهم كانوا يعانون من عيوب خلقية. وذلك لأن المصريين عاشوا وفقًا لأسلوب حياة فيلانثروبي (إنساني). كان العديد من المواطنين المعاقين يظهرون مواهب لم تكن سهلة الاكتساب. وكان يُعتقد أن الصم قد تم اختيارهم من قبل الآلهة بسبب سلوكهم الغريب، وهو سلوك ناتج مباشرة عن إعاقتهم السمعية ورغبتهم الملحة في التواصل. وكان يتم التعامل معهم باحترام ويتم تعليمهم، غالبًا من خلال استخدام الرموز الهيروغليفية والإشارات الإيمائية.

## اليونان القديمة
تم توثيق لغة الإشارة لأول مرة في اليونان القديمة. في أحد حوارات أفلاطون، يصف كيف كان الصم يستخدمون الإيماءات لمحاكاة الأشياء المتحركة من خلال حركات مشابهة. ويقتبس أفلاطون عن معلمه سقراط في كراطيليوس ما يلي: "إذا لم يكن لدينا صوت أو لسان، ومع ذلك أردنا إظهار الأشياء لبعضنا البعض، ألا يجب أن نبذل الجهد مثل أولئك الذين هم في الوقت الحالي صم، للتعبير عن معناها باستخدام الأيدي والرأس وأجزاء أخرى من الجسم؟... أعتقد أنه إذا أردنا إظهار شيء نحو الأعلى والخفيف، يجب أن نرفع أيدينا نحو السماء، محاكين بذلك طبيعة الشيء نفسه؛ أما إذا أردنا الإشارة إلى الأشياء التي نحو الأسفل والثقيلة، فيجب أن نشير بأيدينا نحو الأرض..." على عكس مصر القديمة، كان اليونانيون يعتقدون أنه من الأفضل قتل أي شخص يعاني من إعاقة. وكان يُعتبر الصم عبئًا بشكل خاص في أثينا، حيث كان يُعتقد أنه يجب قتل أي شخص يشكل "عبئًا على المجتمع". وكانت مدينة أثينا ترى أن إنهاء حياة الأشخاص المعاقين هو في مصلحة الدولة. كان ذلك بسبب الحروب والصراعات المستمرة، وكان يُعتقد أن بعض القدرات كانت مهمة يجب أن يمتلكها الأفراد. وكان الجميع مُفترضًا أن يخدم الدولة. كما أن الفيلسوف أرسطو مع الطبيب اليوناني جالينوس استنتجوا أن الصم لا يمكنهم التحدث أبدًا، معتقدين أن القدرة على التحدث والسمع كانت مرتبطة ببعضها البعض، حيث كانت مشتقة من نفس المنطقة في الدماغ. وكان يُعتبر أن جالينوس كان محقًا في شعوره بأن القدرة على السمع إذا تأثرت سلبًا، فإن القدرة على الكلام ستتأثر أيضًا. بالإضافة إلى ذلك، كانت آراء أرسطو، التي كانت مرتبطة أيضًا بآراء جالينوس، تُعتبر دقيقة، وظلت هذه الفكرة غير مُتحدَّاة حتى القرن السادس عشر ميلادي.

## القرن السادس عشر

### بيدرو بونس دي ليون، راهب بنيديكتيني إسباني
في منتصف القرن السادس عشر، تم إرسال الإخوة بيدرو وفرانسيسكو فيرنانديز فيلاسكو توفار للعيش في دير يُدعى "أونا" حيث كانوا تحت إشراف بيدرو بونس دي ليون. كان الأخوان ينتميان إلى واحدة من أغنى وأقوى العائلات في إسبانيا. في ذلك الوقت، كانت العائلات النبيلة تُرسل أطفالها المعاقين إلى الأديرة لأنهم كانوا يعتقدون أن إعاقات الأطفال كانت مرتبطة مباشرة بخطايا الآباء. لهذا السبب، كانت العائلات تخفي أطفالها لأنها كانت تشعر بالخجل. في ذلك الوقت، كان عشرة بالمائة من الأطفال المولودين في العائلات النبيلة يعانون من الصمم. وكان ذلك بسبب أن العائلات النبيلة في إسبانيا في تلك الفترة كانت تتزوج من أقاربها للحفاظ على الثروة داخل العائلة. تم وضع الأولاد في رعاية بونس بسبب تعلقهم به عندما وصلوا إلى الدير. وقد أصبح بونس نفسه مرتبطًا بالأولاد وقرر تعليمهم. العديد من النقاد ينسبون الفضل إلى بونس كأول شخص قام بتعليم الصم، لكن كما يذكر فان كليف في كتابه تاريخ الصم المكشوف، فإنه لم يكن أول من علم الصم، بل كان أول من علم الصم كيفية التحدث. وهو يضيف أن راهبًا من "لا استريلا"، الذي لا يُذكر اسمه، هو الشخص الأول الذي يجب أن يُنسب إليه الفضل في تعليم الصم. وبالمقابل، في تاريخ الأشخاص الصم الذي كتبه بير إريكسون، ينسب الفضل إلى القديس جون بيفيرلي كأول من قام بتعليم الصم. كان القديس جون أسقف يورك في إنجلترا حوالي عام 700 ميلادي. ويُعتبر أول من اعترض على رأي أرسطو بشأن قدرة الشخص الأصم على التعلم.

### لغة الإشارة
تأتي وسيلة الاتصال من منازل الصم بالإضافة إلى الأديرة التي تم إرسالهم إليها.

## القرن التاسع عشر

### المدافعون
وُلد توماس فوكس في 16 نوفمبر 1859. أصبح أصمًا في سن العاشرة بعد إصابته بـ التهاب السحايا النخاعي. بعد ذلك بفترة قصيرة، سجلته والدته في مدرسة نيويورك للصم حيث أصبح جزءًا من مجتمع الصم. بعد مغادرته مدرسة نيويورك للصم، سجل في كلية جالوديت في عام 1879. أثناء دراسته في جالوديت، حضر فوكس اجتماعًا لـ الجمعية الوطنية للصم. وأثناء وجوده في هذا الاجتماع، أصبح فوكس من promoters لقيم الصم. وكان ذلك بسبب المعتقدات الهجومية ضد الصم التي تم تقديمها في محاولة لإزالة بعض الجوانب الثقافية لمجتمع الصم. ومع ذلك، لم يتم ذكر التفاصيل الخاصة بالانتقادات. أراد فوكس أن تبقى مدارس الصم نشطة، جنبًا إلى جنب مع توافر الوظائف للمدرسين الصم والترجمة اللغوية داخل الفصول الدراسية. بعد تخرجه من جالوديت، عاد إلى مدرسته الابتدائية في نيويورك ليعمل كمعلم. وبعد تقاعده، ظل يشارك في الأنشطة المدرسية حتى وفاته في عام 1945.

## القرن العشرون

### المساواة
في أوائل القرن العشرين، تم رفض عضوية العديد من المنظمات الصماء للأمريكيين من أصل أفريقي. كانت الجمعيات وحتى بعض الكنائس تمنع الأمريكيين من أصل أفريقي من أن يصبحوا أعضاء بما في ذلك الجمعية الوطنية للصم والجمعية الوطنية للأخوة الصم. كان هناك عدد أقل من الأشخاص الذين يمكن التواصل معهم والذين يتشاركون نفس الخلفية العرقية، وكثير من القادة البيض من الصم لم يحاولوا تحسين جودة مجتمع الصم الأسود. في هذا الوقت، كان العنصرية أكثر انتشارًا وكان ربما هناك آراء مشتركة حول السود من قبل كل من الذكور البيض السامعين والصم. بسبب ذلك، تم تشكيل المناصرون السود الصم. بالإضافة إلى ذلك، كان هناك تمييز ضد النساء الصم. كانت الكليات تنتج خريجين ذكور أكثر من الإناث، وكانت النساء الصم يتم استبعادهن تمامًا أو يكن لديهن وصول محدود إلى عضوية الأندية المختلفة. كما كانت الأعمال المدرسية التي تعطى لهن أسهل من تلك التي تعطى للذكور. كانت الجمعيات على المستويين الوطني والولائي لا تشارك فيها النساء أو كانت المشاركة محدودة. كان يُسمح للنساء أحيانًا بإعطاء آرائهن أو مشاركة أفكارهن لدعم الحفاظ على لغة الإشارة والمجتمع الأصم، لكنهن لم يكن يحتفظن بمناصب قيادية تسمح لهن باتخاذ قرارات نيابة عن المجتمع الأصم. على الرغم من صعوبة سماعهن، استمرت النساء الصم في السعي للمشاركة في الحفاظ على اللغة والثقافة. بدأن في النهاية بتأسيس أنديتهن ومنظماتهم الخاصة التي عبرن فيها عن أفكارهن وآرائهن حول القضايا المتعلقة بمجتمع الصم. تم تشكيل جمعيات مثل فتيات النار المخيم في المدارس الحكومية وOWLs في كلية جالوديت لدعم النساء الصم من العرق القوقازي.[محل شك]

### زراعة القوقعة
زراعة القوقعة هي جهاز يتم زرعه جراحيًا في الجمجمة ويوفر تحفيزًا للعصب لتعزيز السمع. هو جهاز اصطناعي يحتوي على أسلاك متصلة بـ القوقعة ويقع خلف الأذن. تحتوي زراعة القوقعة على ميكروفون، وكابلات توصيل، ومعالج الكلام، وبطارية. يقوم المعالج بتحويل الأصوات إلى نبضات كهربائية عن طريق أخذ المعلومات من أنماط الصوت وإنتاج نبضة كهربائية في أذن الشخص المستفيد. على الرغم من أن الزرع يوفر وسيلة صناعية تمكن المستفيدين من السمع، إلا أنه ليس مثل معينات السمع لأنه لا يعزز الصوت. مع هذا الزرع، لا تكون الأصوات كما يختبرها الشخص السامع. يتطلب تعليم المستفيدين كيفية فهم الأصوات التي يسمعونها سنوات عديدة، ولا يوجد ضمان أنهم سيكونون قادرين على فهم المعلومات. لذلك، فإن زراعة القوقعة لا تمنح جميع الأشخاص الصم السمع والكلام.

### الفرص الاقتصادية / فرص العمل
خلال النصف الثاني من القرن العشرين، أظهرت دراسة أن ثلثي البالغين الأمريكيين ذوي الإعاقة لم يكن لديهم وظيفة. كما تبين أن حوالي ثمانين بالمئة من العاطلين عن العمل كان لديهم الرغبة في العمل. غالبًا ما كان أصحاب العمل يقولون إنهم لا يقدمون التسهيلات المناسبة للأشخاص ذوي الإعاقة. كما كانوا غير متأكدين مما إذا كانوا يمكنهم الوثوق بالأشخاص ذوي الإعاقة لأداء المهام المطلوبة بشكل صحيح. ردًا على هذه المشاكل، تم التصديق على قانون الأمريكيين ذوي الإعاقة (ADA) في عام 1990. وقد حاول هذا القانون تقليل التمييز ضد الأشخاص ذوي الإعاقة في قطاعات الأعمال الخاصة والحكومية. علاوة على ذلك، وضع قانون ADA مسؤولية توفير التسهيلات اللازمة على صاحب العمل.

## الجهود حول العالم

### الصين
نظرًا لأن هناك المزيد من الأفراد ذوي الإعاقة في الصين أكثر من أي دولة أخرى في العالم، أصبحت التربية الخاصة مجالًا هامًا للتركيز. كانت الصين تتمتع سابقًا بموارد فكرية كبيرة في هذا المجال؛ ومع ذلك، كانت المدارس الخاصة بذوي الإعاقة التي أُنشئت في أواخر القرن التاسع عشر قد أُسِّست بواسطة المبشرون الغربيون. منذ أواخر القرن التاسع عشر، عبّرت التشريعات عن قلقها وبذلت جهودًا لتشجيع تقدم التربية الخاصة في الصين.

### كندا
في كندا، تم بذل جهود لتبني نموذج تعليمي ثنائي اللغة وثنائي الثقافة، باستخدام لغة الإشارة الأمريكية (ASL) كأداة لغوية معيارية للتعليم. يُفترض أن يؤدي هذا النهج إلى تحسين التعلم والتعبير والإنجاز لدى الطلاب الصم.

### أستراليا
ركزت التشريعات الوطنية والعالمية بشكل متزايد على قيم الدمج. وهذا الاتجاه موجه نحو الأشخاص ذوي الإعاقة. تم قبول التعليم الشامل وتنفيذه للحد من وتقليل المواقف المتحيزة تجاه الطلاب ذوي الإعاقة. تم اعتماد سياسة التعليم اليونسكو في مؤتمر سالامانكا عام 1944، التي تضمن الحق في التعليم لجميع الطلاب ذوي الإعاقة. وقد اعتُبر هذا الحق حقًا إنسانيًا أساسيًا على الرغم من أن الطلاب ذوي الإعاقة سيحتاجون إلى التسهيلات المعقولة. كما تم التركيز الدولي على حقوق الأطفال (1989). وقد تعهد قادة العالم بإيجاد طرق لزيادة عدد الأطفال الذين يحضرون إلى المدارس. نتيجة لذلك، تأثرت السياسات الوطنية بهذه التطورات. في أستراليا، تم نمذجة وجهة النظر التعليمية على هذه الاتجاهات الدولية. بذلت أستراليا جهودًا لضمان تعليم جميع طلابها. علاوة على ذلك، لعب قانون مكافحة التمييز على أساس الإعاقة لعام 1992 دورًا مهمًا في دعم التعليم للأشخاص ذوي الإعاقة أيضًا. قدمت أستراليا نفسها كدولة تدعم حقوق الإنسان بشكل كبير. تم تنفيذ هذا القانون بهدف تأمين حقوق الأشخاص ذوي الإعاقة. بالإضافة إلى ذلك، فإن قانون مكافحة التمييز على أساس الإعاقة له ثلاثة أهداف رئيسية: تشجيع عدم التمييز، وتعزيز المساواة للأشخاص ذوي الإعاقة أمام القانون، وضمان قبول الأشخاص ذوي الإعاقة من قبل المجتمعات.

### أفريقيا
تُعدّ جنوب أفريقيا دستورها واستراتيجية الإعاقة الوطنية المتكاملة، إلى جانب تشريعات أخرى، من بين أكثر الطرق استباقية لدعم ذوي الإعاقة. ومع ذلك، فإن معظم المشاعر لا تتجاوز مستوى السياسة، وكان تطبيق هذه الإرشادات متأخرًا إلى حد بعيد.

## تدريب لغة الإشارة الأمريكية
تُستخدم لغة الإشارة الأمريكية (ASL) في كل من الولايات المتحدة وفي المناطق الناطقة بالإنجليزية في كندا. على الرغم من أنها تُنتج بالإيماءات وتُرى بالعينين، بما أن لغة الإشارة الأمريكية لا تتطلب استخدام الصوت أو القدرة على السمع، فإنها تُستخدم من قبل الأشخاص الصم، بالإضافة إلى الأشخاص الذين يواجهون صعوبة في التواصل من خلال اللغة المنطوقة، سواء بسبب القيود الجسدية أو بسبب الإعاقات الفكرية. اللغة الإشارية ليست متسقة عالميًا؛ بدلاً من ذلك، هي مشابهة للغات أخرى في أن الإشارات المستخدمة في لغات الإشارة المختلفة إقليمية ومتشبعة بالثقافة.
على الرغم من أن الإنجليزية تُتحدث في كل من بريطانيا العظمى والولايات المتحدة، فإن لغة الإشارة الأمريكية ولغة الإشارة البريطانية في الواقع غير متشابهتين إلى حد بعيد. في الواقع، تحتوي لغة الإشارة الأمريكية على تشابه أكبر مع لغة الإشارة الفرنسية لأن لغة الإشارة الأمريكية نشأت من لغة الإشارة الفرنسية، لكن اليوم، أصبحت كل منهما مميزة ومختلفة عن الأخرى. من المفاهيم الخاطئة الشائعة أن لغة الإشارة الأمريكية يمكن أن تترجم مباشرة إلى اللغة الإنجليزية. هذا غير صحيح، لأن الإنجليزية ولغة الإشارة الأمريكية لا تشتركان في نفس القواعد اللغوية أو التركيب النحوي. على عكس ما تم افتراضه، فإن لغات الإشارة لها تنسيق محدد. إنها ليست مجرد إشارات مختلفة تمثل كلمة مدمجة لإنشاء الكلام. تمامًا كما تتمتع اللغات الشفوية بتنسيق معين يُعرض فيه الكلمات، فإن لغات الإشارة لها تنسيق خاص بها أيضًا. تمامًا كما يمكن أن تحدث أخطاء في اللغة الإنجليزية مع خطأ طفيف في النطق أو ترتيب الحروف بشكل غير صحيح، يمكن أن تحدث نفس الأخطاء في لغة الإشارة الأمريكية مع مجرد اختلاف طفيف في الإيماءات التي تكون مشابهة. هذا لا يعني أن قواعد النحو في اللغة الشفوية تتعلق بأي حال من الأحوال بنحو لغة الإشارة، لكن نفس المفهوم يمكن أن يُؤخذ في الاعتبار. على الرغم من أننا يمكن أن نقارن عمليات تطوير لغة الإشارة الأمريكية مع تلك الخاصة باللغة الإنجليزية المحكية، يجب الاعتراف بالاختلاف بين الاثنين. العنصر النوعي في لغة الإشارة الأمريكية يختلف كثيرًا عن اللغة الإنجليزية من حيث الشكل. الهيكل الصوتي الذي يتسم بالتتابع في اللغات الشفوية، مع عدد قليل نسبيًا من الميزات فوق الصوتية، يتناقض مع درجة أكبر من التزامن في لغات الإشارة. تحتوي لغات الإشارة على أربعة معايير تتحقق في وقت واحد: تكوين اليد، الموقع، الحركة، والتوجه. تحديد تكوين اليد والموقع والحركة هو ما يحدد ما يتم الإشارة إليه. يمكن أن يختلف مزيج بسيط من الكلمات فقط في الموقع أو الحركة أو الطريقة التي تمسك بها يدك أثناء الإشارة.

## الحفاظ على لغة الإشارة
بذل مجتمع الصم جهودًا مستمرة للمساعدة في الحفاظ على التواصل بلغة الإشارة بينما كان الشفويون يقومون بمحاولات عديدة لقمع اللغة وتعزيز التواصل الشفوي. أدت محاولة استبدال لغة الإشارة من قبل السامعين إلى إنتاج قواميس وأفلام تهدف إلى عرض وتعزيز لغة الإشارة في المجتمع الشفوي وكذلك في مجتمع الصم. قضى العديد من الصم معظم وقتهم الحر في التواصل مع أقرانهم الصم وانضموا إلى الأندية داخل مجتمع الصم بعد التخرج من المدرسة. استمرت جهودهم في الترويج للحفاظ على لغة الإشارة.

## فهرس
- Collins, M. T. (1995). تاريخ التعليم للأشخاص الصم والمكفوفين. مجلة ضعف البصر والعمي. 89(3).
- Kemaloğlu, Y. K.; Kemaloğlu, P. Y (2012). "تاريخ لغة الإشارة والتعليم الصم في تركيا". مجلة الأنف والأذن والحنجرة التركية: 65–76.
- Macherey, Oliver; P. Carlyon, Robert (2014). "زرع القوقعة". ساينس دايركت.
- Marschark, Marc; Spencer, Patricia Elizabeth (2010). "دليل أكسفورد لدراسات الصم، اللغة والتعليم". دار نشر أكسفورد.
- Osgood, Robert L. (2008). "تاريخ التعليم الخاص: صراع من أجل المساواة في المدارس العامة الأمريكية". براجير.